# Aster à feuilles lancéolées
Symphyotrichum lanceolatum
Espèce
Classification phylogénétique
L’Aster à feuilles lancéolées ou Aster lancéolé (Symphyotrichum lanceolatum) est une espèce de plantes à fleurs de la famille des Asteraceae. C'est une plante herbacée originaire d'Amérique du Nord mais introduite ailleurs pour des raisons ornementales.

## Description
C'est une plante herbacée vivace, érigée, aux feuilles lancéolées, entières ou légèrement dentées, aux fleurs en capitules avec un disque jaune entouré de ligules blanches ou bleu-violet.

## Répartition et habitat
C'est une plante originaire d'Amérique du Nord, naturalisée partout en Europe que l'on rencontre dans les jardins, les terrains incultes et les endroits frais (lisières, bords des rivières).

## Synonymes

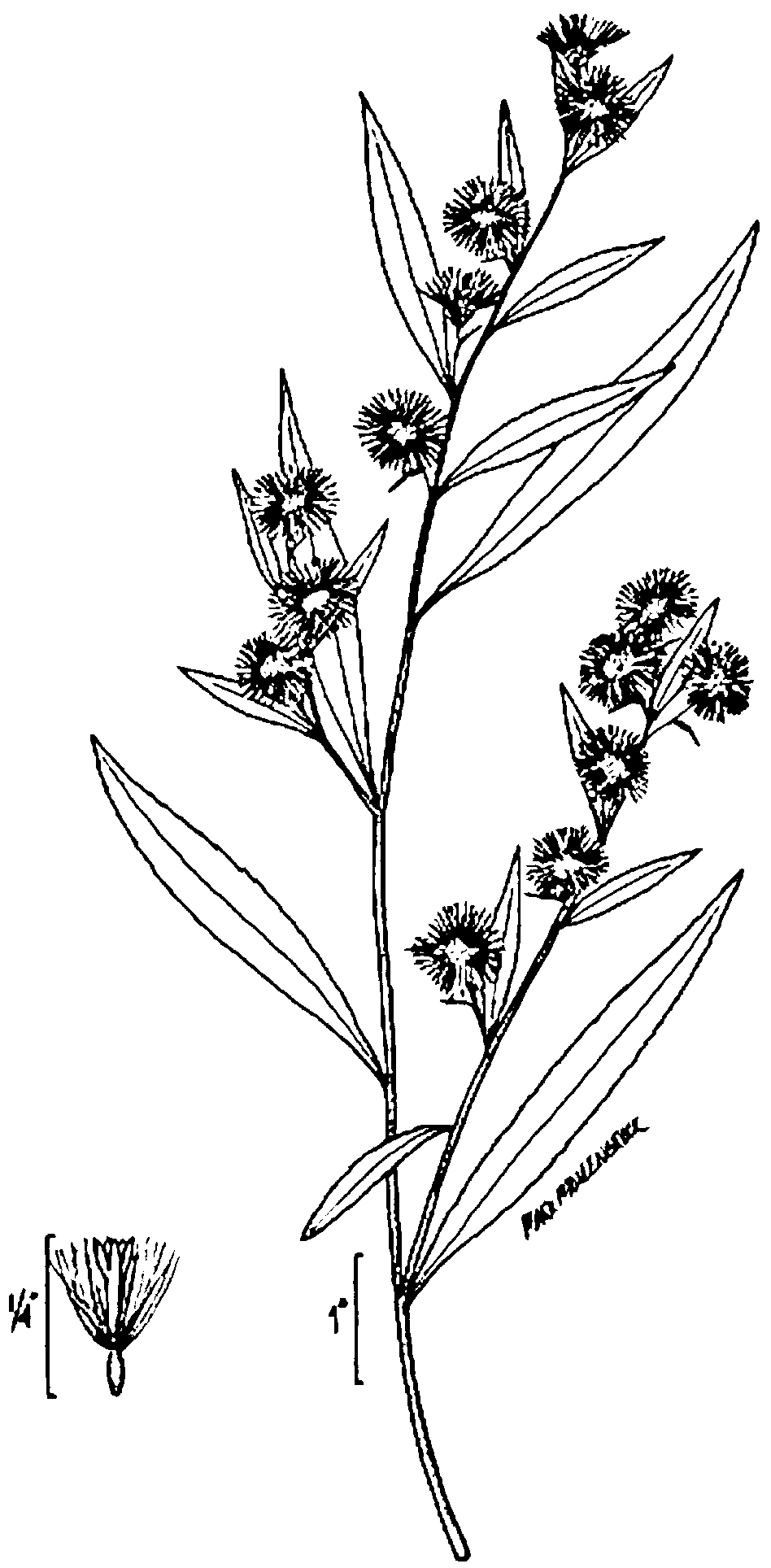
Symphyotrichum lanceolatum.

- Aster hesperius A. Gray
- Aster interior Wiegand
- Aster lanceolatus Willd.
- Aster paniculatus Lam.
- Aster simplex Willd.

## Espèce invasive
En Belgique, cette espèce est considérée comme invasive et sa plantation est interdite en Région wallonne depuis le 1er janvier 2013. Elle est également inscrite sur la liste des plantes invasives en Alsace depuis 2019.

## Utilisations
Cette plante était utilisée par les amérindiens d'Amérique du nord comme remède contre la fièvre, l'un de ses noms autochtones était "remède pour la personne qui a la fièvre.